# Dn-Sigma-Relation
Die Dₙ–σ-Relation ist eine empirische Beziehung in der extragalaktischen Astronomie, die den effektiven Durchmesser Dn einer elliptischen Galaxie mit ihrer zentralen Geschwindigkeitsdispersion σ verknüpft. Sie erlaubt es, die relativen Entfernungen von Galaxien oder Galaxienhaufen präziser zu bestimmen als mit der klassischen Faber–Jackson-Relation, da sie auch die Flächenhelligkeit berücksichtigt. Als Bestandteil der kosmischen Distanzleiter ist sie ein wichtiges Werkzeug zur Vermessung großräumiger Strukturen im Universum.

## Einführung
Elliptische Galaxien unterliegen verschiedenen empirischen Skalierungsbeziehungen, die ihre Photometrie mit ihrer Dynamik verknüpfen und als Distanzindikatoren dienen. Die klassische Faber–Jackson-Relation L∝σ4 (1976) beschreibt die Korrelation zwischen Leuchtkraft L und Zentraldispersion σ der Sterne in elliptischen Galaxien, weist aber relativ große Streuung auf. In den späten 1980er Jahren zeigte sich, dass durch Einbeziehung der Flächenhelligkeit (z. B. der mittleren Innenhelligkeit) eine deutlich engere Korrelation entsteht: Unabhängig fanden Djorgovski & Davis (1987) sowie Dressler et al. (1987), dass die Wahl eines bestimmten „effektiven Durchmessers“ Dn die Streuung der FJ-Relation stark reduziert. Die daraus resultierende Dₙ–σ-Relation verknüpft den effektiven Durchmesser Dn (bei gegebener mittlerer Flächenhelligkeit) logarithmisch mit σ und hat sich als wichtiges Werkzeug in der extragalaktischen Distanzskala etabliert. Sie erlaubt es, für Galaxienhaufen relativ präzise Entfernungen zu ermitteln und damit kosmische Strömungen und die Hubble-Konstante zu untersuchen.

## Definition
Der Durchmesser Dn wird definiert als der Durchmesser einer Ellipse, innerhalb derer die mittlere Flächenhelligkeit einen bestimmten festen Wert erreicht. Üblich ist etwa der Wert ⟨μ⟩=20,75 Mag/arcsec² im B-Band. Innerhalb dieser elliptischen Fläche beträgt also die durchschnittliche Helligkeit In diesen Wert. Die zentrale Geschwindigkeitsdispersion σ bezeichnet die Streubreite der Stern-Geschwindigkeiten im Zentrum der Galaxie (in der Regel gemessen aus optischen Spektren) und wird in km/s angegeben. Die Dₙ–σ-Relation ist demnach eine Korrelation zwischen dem strukturellen Maß Dn und dem dynamischen Maß σ.

## Historischer Hintergrund
Die Grundidee einer derartigen Relation wurde 1987 entdeckt. Während Faber & Jackson (1976) eine Luminostäts–σ-Relation beschrieben (mit Exponent α≈4), zeigten Djorgovski & Davis (1987) sowie Dressler et al. (1987), dass sich die Korrelation deutlich verfeinern lässt, wenn man zusätzlich die Flächenhelligkeit berücksichtigt. In dieser Arbeit wurde Dn als effektiver Durchmesser bei einer festen Oberflächenhelligkeit eingeführt. Dressler (1987) erweiterte die Anwendung auch auf Bulgen von Spiralgalaxien, wobei er mit der Dₙ–σ-Relation eine Hubble-Konstante von etwa 67 km/s/Mpc ableitete. Seither wird die Dₙ–σ-Relation routinemäßig für Galaxienhaufen und -gruppen benutzt, um relative Entfernungen zu bestimmen. Sie ergänzt damit das Spektrum der Distanzindikatoren zwischen naheliegenden Cepheiden und Supernovae bis hin zu großräumigen Strömungsstudien.

## Mathematische Formulierung
Formal lässt sich die Dₙ–σ-Relation als log-linearer Zusammenhang schreiben:
{\displaystyle \log(Dn)=\gamma \log(\sigma )+const}
Hier ist γ der Steigungsparameter. In der Literatur findet man typischerweise γ≈1,1…1,3. So ergab etwa Lynden-Bell et al. (1988) γ=1,20±0,10. Beispielhaft bestimmten Bernardi et al. (2002) für R-Band-Daten
{\displaystyle \log Dn=1,203\log \sigma +1,406}
mit σ in km/s und Dn in kpc. Die Konstanten (Steigung und Achsenabschnitt) hängen geringfügig vom gewählten Photometrieband und der Kalibrierung ab. Wegen der logarithmischen Form wird die Relation oft als „Durchmesser–Dispersion“-Relation bezeichnet. Alternative Regressionen (z. B. inverse Fit-Richtungen oder Fits in Lichtjahren statt kpc) wurden ebenso diskutiert, ändern aber das Grundprinzip nicht. Kurz gesagt gilt: Galaxien mit größerer Dispersion haben im Mittel auch größere effektive Durchmesser.

## Anwendung in der Entfernungsmessung
Die Dₙ–σ-Relation ist vor allem ein relatives Distanzmaß. Hierfür wird ein Template-Fit aus Galaxien bekannter Entfernung (meist in Clustern wie Virgo, Coma) erstellt, und für andere Galaxien misst man Dn und σ. Abweichungen vom Template geben die Entfernung. Beispielsweise haben Dressler et al. (1987) die Relation auf den Virgo- und Coma-Haufen kalibriert; modernere Arbeiten (z. B. Bernardi et al. 2002) verwendeten Messungen von hunderten elliptischen Galaxien in etwa 28 Clustern, um eine universelle Relation zu definieren. Die Kalibrierung des Nullpunkts geschieht oft über Annahmen wie „Haufen ruhen im CMB-Restsystem“ oder durch Vergleiche mit Cepheiden-Entfernungen (z. B. Verhältnis Virgo–Coma). Anschließend ließen sich daraus kosmologische Parameter ableiten: Bernardi et al. (2002) bestimmten z. B. aus der Dₙ–σ-Relation eine Eigenbewegung des Coma-Haufens nahe null (ca. –72±189 km/s), was auf einen im Mittel ruhenden Hubble-Fluss hinweist. Ähnliche Analysen wurden im Rahmen großangelegter Flussfeldstudien (z. B. mit dem ENEAR-Projekt) eingesetzt. Insgesamt ermöglicht die Dₙ–σ-Relation Relative Entfernungen mit einer typischen Ungenauigkeit von etwa 20 % pro Einzelgalaxie.

## Vergleich zur Fundamentalebene
Die Dₙ–σ-Relation kann als Spezialfall der Fundamentalebene der Frühgalaxien angesehen werden. Die Fundamentalebene (Djorgovski & Davis 1987; Dressler et al. 1987) ist eine Ebene im Raum der Parameter effektiver Radius Re, mittlere Flächenhelligkeit ⟨Ie⟩ und σ, etwa Re∝σα⟨Ie⟩β. Im Grunde bedeutet die Festlegung von Dn bei einer konstanten Oberflächenhelligkeit, dass man eine Schnittgerade der Fundamentalebene betrachtet. Damit sind die Dₙ–σ-Relation und die Fundamentalebene eng verwandt: Die Streuungen um beide Relationen sind vergleichbar, oft findet man für Dₙ–σ einen Distanzeffektfehler von ~20%, ähnlich den Werten, die auch für die Fundamentalebene berichtet werden. In Modellvorstellungen folgt die Existenz dieser Relationen aus dem Virialsatz für Galaxien mit systematisch variierenden Massetoleranz (Mass-to-Light-Ratio).

## Beobachtungsdaten und empirische Bestätigung
Zahlreiche Galaxienbeobachtungen stützen die Dₙ–σ-Relation. Dressler und Mitarbeiter legten 1987 die ersten größeren Datensätze für Elliptische und S0-Galaxien im Virgo- und Coma-Haufen vor. Spätere Arbeiten erweiterten dies beträchtlich: So basierte der erwähnte Bernardi-Datensatz (2002) auf 452 elliptischen/S0-Galaxien in 28 Haufen. Allgemein ergibt sich bei Clusterstudien eine sehr enge Korrelation in Log-Log-Diagrammen: Je größer die gemessene Dispersion, desto größer der entsprechende Dn. Die praktische Bestimmung von Dn erfordert hochqualitative Photometrie (für die Oberflächenhelligkeitsmessung) und Spektroskopie für σ. Untersuchungen in verschiedenen Galaxienhaufen (z. B. Virgo, Fornax, Coma, Eridanus u. a.) bestätigen, dass die Relation allgemein gilt. Die geringe Reststreuung deuten manche Autoren als Hinweis auf eine robuste physikalische Grundlage. Empirisch liegt der Abstand der Galaxienpunkte von der besten Regressionsgeraden im Bereich von σlogDn≈0,08…0,10 (was ~20% in Distanz entspricht). Dies entspricht in etwa der Präzision, die auch mit der Fundamentalebene erreicht wird.

## Varianten und Erweiterungen
Variationen der Dₙ–σ-Relation treten vor allem bei der gewählten Photometriebasis auf. Verschiedene Studien verwendeten B-, R- oder andere Filter – der Parameter γ ist dabei meist um 1,2 (Bernardi et al. 2002 in Gunn-$r$). Dressler (1987) zeigte, dass die Relation auch für Bulgen früher Spiralgalaxien gilt, was sie zu einem generellen Merkmalsmaß der spheroidalen Komponenten macht. Man spricht hier auch von einem umgeformten „Faber–Jackson mit Flächenhelligkeitskorrektur“. Auch Geschwindigkeits- oder Oberflächenhelligkeitsprofile im Detail (Deviationen von idealisierten Profilen) können zu leichten Abweichungen führen. Als Alternative existiert die invers gesteckte Relation σ(Dn); in der Praxis verwendet man meist die „direct fit“-Variante Dn(σ) für Entfernungsbestimmungen.

## Kritik und Limitationen
Wie jede empirische Relation hat auch Dₙ–σ Einschränkungen. Die intrinsische Streuung begrenzt die Genauigkeit der Distanzschätzung (etwa ±20% pro Galaxie). Es wurde diskutiert, ob die Fundamentalebene eine geringfügig kleinere Streuung bietet, da sie alle drei Parameter explizit nutzt. Jørgensen et al. (1993) und Kelson et al. (2000) sahen anfänglich die Dₙ–σ als weniger präzise an als die FP, neuere Analysen fanden jedoch keinen signifikanten Vorteil der FP gegenüber Dₙ–σ. Ein möglicher systematischer Fehler kann durch Umweltabhängigkeit entstehen: Sollten elliptische Galaxien in verschiedenen Dichten (Cluster vs. Feld) leicht unterschiedliche Größen–σ–Beziehungen aufweisen, könnte dies zu falschen Eigenbewegungen führen. Auch spielt die Kalibrierung eine Rolle: Sie hängt vom lokalen Referenzhaufen (z. B. Virgo mit Cepheiden) und den angenommenen Hubble-Flussgeschwindigkeiten ab. Schließlich gilt die Dₙ–σ-Relation nur für frühe Galaxienklassen (Elliptische und S0); bei Spiralen oder irregulären Bulgen bricht die Gültigkeit meist zusammen. Insgesamt liefert die Dₙ–σ-Relation jedoch eine robuste Distanzmethode für spheroidale Galaxien, deren Limitationen – vor allem die größere Streuung gegenüber Supernovae oder Cepheiden – gut bekannt und quantifizierbar sind.